# Антипинська (Спаське сільське поселення)
Анти́пинська (рос. Антипинская) — присілок у складі Тарногського району Вологодської області, Росія. Входить до складу Спаського сільського поселення.

## Населення
Населення — 63 особи (2010; 63 у 2002).
Національний склад (станом на 2002 рік):
- росіяни — 95 %